# Chiesa di Santa Maria de Cornu Bonu
La chiesa di Santa Maria de Cornu Bonu (conosciuta anche col nome di chiesa di Santa Maria delle Grazie o più semplicemente chiesa della Madonna delle Grazie) sorge lungo la strada mulattiera che da Avigliano porta a Ruoti: è la più antica Chiesa costruita all'esterno delle mura di Avigliano.
Viene riportato da alcune fonti storiche che nel 1240 la Madonna che si trovava all'interno della chiesa non venne trovata al suo posto, dal che se ne deduce che la costruzione deve esistere da tempi precedenti quella data. Nel medioevo le strade di comunicazione commerciali fra la Basilicata e la Campania si snodavano lungo i torrenti montani, prima di giungere nella più ampia valle del Sele. Si pensa che le carovane portassero verso il salernitano carichi di grano ed altri cereali, pee rincasare con manufatti ed altre mercanzie. Proprio in quella data si ebbe una disputa fra Avigliano e Campagna, sul possesso della statua della Madonna che, scomparsa dalla chiesa delle Grazie, venne ritrovata nella chiesa del comune salernitano.
Dopo alcune dispute sull'effettivo possesso della statua, questa venne lasciata a Campagna (dove è venerata come Santa Maria di Avigliano) e ad Avigliano ne venne costruita una nuova, del tutto simile a quella precedente ma molto più difficile da rimuovere, in modo da evitare altri furti. La statua venne poi sostituita nel 1785 poiché ormai annerita ed irriconoscibile.
Il 16 luglio 1934 la chiesa bruciò quasi completamente, mentre gli abitanti di Avigliano assistevano ai fuochi d'artificio in occasione della festa della Madonna del Carmine. L'edificio venne in qualche modo ricostruito 4 anni più tardi.